# Zarah Leander

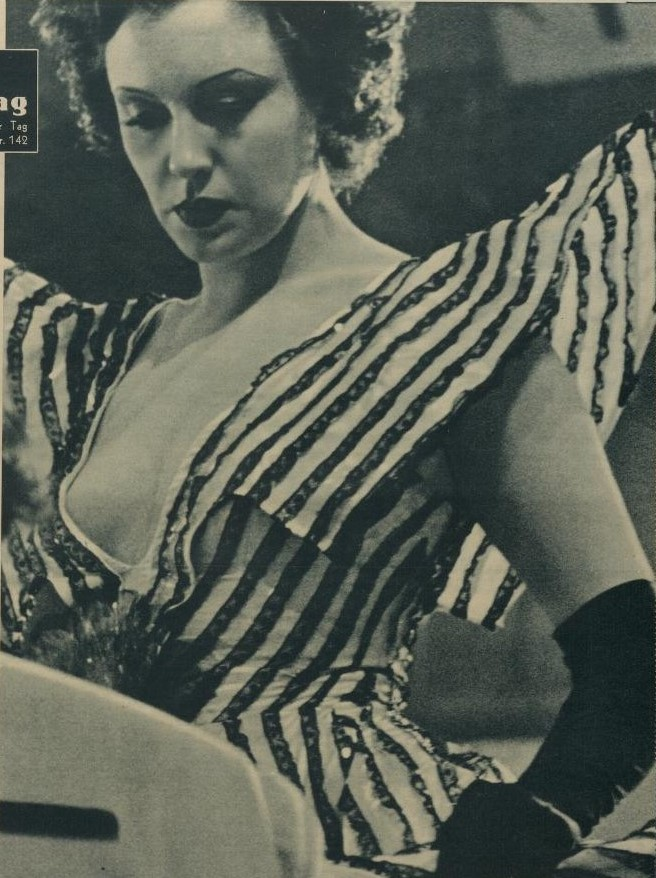
Otto Skall: Zarah Leander (Titelbild, 1936)

Faksimiliertes Autogramm (1938)

Zarah Leander /⁠ˌt͡sɑːra leˈandəɹ⁠/ oder /⁠ˌsɑːra leˈandəɹ⁠/ (bürgerl. Sara Stina Leander; * 15. März 1907 in Karlstad; † 23. Juni 1981 in Stockholm), verheiratete Sara Stina Hülphers, war eine schwedische Schauspielerin und Sängerin. Sie wirkte als Filmschauspielerin überwiegend im nationalsozialistischen Deutschland. Nach dem Zweiten Weltkrieg arbeitete sie verstärkt als Bühnensängerin und gab Konzerte in Schweden, Deutschland und Österreich.

## Leben

### Familie und Jugend
Zarah Leander wurde als Sara Stina Hedberg als Tochter des Kaufmanns und Grundstücksmaklers Anders Lorentz Sebastian Hedberg (1872–1929) und seiner Frau Mathilda Ulrika, geb. Wikström, (1872–1959) in Karlstad geboren. Sie hatte zwei ältere Brüder (Jonas und Ante) und drei jüngere (Sigvard, Gustaf und Bror). Sigvard starb kurz nach seiner Geburt. Gustaf wurde ebenfalls Schauspieler und Sänger. Eine Urgroßmutter aus der väterlichen Linie stammte aus Hamburg.
Ihr Vater hatte in Leipzig Orgelbau und Musik studiert. Durch den Einfluss ihres deutschen Kindermädchens und ihres deutschen Klavierlehrers war sie bereits früh mit der deutschen Sprache und Kultur vertraut. Ab 1911 erhielt sie Unterricht in Violine sowie Klavier und trat mit sechs Jahren bei einem Chopin-Wettbewerb auf. Bis 1922 besuchte Zarah Leander ein Gymnasium und ging anschließend nach Riga, wo sie fließend Deutsch zu sprechen lernte.
Zarah Leander hatte nie Gesangs- oder Schauspielunterricht.

### Beginn der Karriere als Sängerin und Schauspielerin
Bereits 1926 bemühte sich Leander erfolglos um die Aufnahme in die Königliche Schauspielschule Stockholm. Bei dieser Gelegenheit lernte sie ihren späteren ersten Ehemann, den Schauspieler Nils Leander, kennen. Nils Leander half ihr, an einige zunächst recht unbedeutende Theaterrollen zu kommen. 1928 stand sie in einer Operette gemeinsam mit ihrem Mann auf der Bühne.
Im Jahr 1929 sang sie bei dem schwedischen Revuekönig Ernst Rolf mit ihrer prägnanten Kontra-Alt-Stimme vor. Am 27. Oktober sprang sie für die erkrankte Margit Rosengren mit dem Lied Wollt ihr einen Star sehen ein. Ernst Rolf kündigte mit folgenden Worten seinen neuen Star an:
„Sie ist so talentiert, dass ich nicht die Kraft hatte, nein zu sagen. Sie heißt Zarah Leander, und diesen Namen muss man sich merken.“
Mit der Schallplattenfirma Odeon schloss sie einen Vertrag ab und nahm bis 1936 80 Lieder auf. Von 1929 bis 1935 wirkte Zarah Leander gemeinsam mit Karl Gerhard in zahlreichen Revuen mit und drehte in Schweden drei Spielfilme.
Von 1926 bis 1932 war sie mit dem Schauspieler Nils Leander verheiratet und hatte mit ihm zwei Kinder (die Tochter Boel, 1927–2022, und den Sohn Göran, 1929–2010). In zweiter Ehe war Leander von 1932 bis 1948 mit dem Journalisten Vidar Forsell verheiratet, der beide Kinder adoptierte, die somit seinen Nachnamen annahmen. 1956 schließlich heiratete sie in dritter Ehe den Kapellmeister und Jazzpianisten Arne Hülphers, der sie seit 1952 musikalisch begleitete.

### Durchbruch in Wien und erster Film in Österreich

Fotoreportage von Otto Skall zu den Aufnahmen von Premiere in Der Sonntag, Beilage zu Der Wiener Tag, 6. Dezember 1936

Durch Max Hansen kam Zarah Leander nach Wien. Ihren Durchbruch hatte sie dort am 1. September 1936 anlässlich der Uraufführung des Singspiels Axel an der Himmelstür von Ralph Benatzky im Theater an der Wien. Leander spielte und sang darin die weibliche Hauptrolle, Gloria Mills, eine Persiflage auf Greta Garbo. Leander erntete hymnische Kritiken, ihr wurde von Franz Lehár gratuliert, mehr als 62 Mal wurde sie vor den Vorhang gerufen. Als Partner Leanders und Hansens in dieser Inszenierung waren Paul Morgan, Otto Wallburg und Heidemarie Hatheyer zu sehen. Für Leander war dies das vorerst letzte Bühnenengagement, erst 1958 war sie – erneut in Wien – wieder am Theater zu sehen.
Parallel zu ihrem Theaterengagement drehte sie ihren ersten österreichischen und zugleich ersten deutschsprachigen Film. Unter der Regie von Géza von Bolváry spielte sie in Premiere, einem im Revuemilieu spielenden Krimimelodram, eine Hauptrolle. Leanders Partner waren dabei unter anderen Karl Martell, Theo Lingen, Attila Hörbiger, Carl Günther, Maria Bard und Walter Steinbeck.

### Karriere als Filmstar und Sängerin in der NS-Zeit
Am 28. Oktober 1936 unterzeichnete Leander einen Vertrag mit der deutschen Filmproduktionsfirma UFA zu günstigen Konditionen: So durfte sie ihre Drehbücher selbst auswählen, und mehr als die Hälfte jeder Gage wurde in schwedischen Kronen ausgezahlt. Ihre Kontra-Alt-Stimme faszinierte und irritierte die Kritiker gleichermaßen, wie etwa den folgenden Äußerungen zu entnehmen ist: „dunkel […] fast ein Bariton“; eine „Stimme von fast männlicher Färbung“; „sie kann so wuchtig klingen wie der Ton einer Orgel“, eine „unsagbar weiche Stimme, die wie ein tiefer, warmer Strom die Hörer umfließt“.

Kinostar!, 1937. Zarah Leanders bekannteste Aufnahmen entstanden unter der Schutzmarke Odeon.

Ich weiß, es wird einmal ein Wunder gescheh’n, 1942

Von 1937 bis 1943 entstanden ihre bekanntesten Filme, Zu neuen Ufern (1937), La Habanera (1937), Heimat (1938), Es war eine rauschende Ballnacht (1939), Der Weg ins Freie (1941, Regie: Rolf Hansen), Die große Liebe (1942), Damals (1943), einige davon unter der Regie von Carl Froelich.
Zarah Leander stieg zum höchstbezahlten weiblichen Filmstar im nationalsozialistischen Deutschland auf, und ihre Filme wurden eine wesentliche Stütze der nationalsozialistischen Filmpolitik. Der Reichspropagandaminister, Joseph Goebbels, schrieb am 6. Oktober 1937 in sein Tagebuch: „Die Geschäftserfolge mit ihr sind enorm.“ Auch Adolf Hitler mochte sie sehr, wie sein Leibdiener im Interview erzählte. Fotos, die sie mit ihm zusammen bei einem öffentlichen Anlass zeigen, gibt es jedoch nicht, und die höchste Ehre für eine Darstellerin im Deutschen Reich, zur Staatsschauspielerin ernannt zu werden, lehnte sie ab. Sie blieb schwedische Staatsbürgerin und bezeichnete sich, obwohl sie unter anderem in dem NS-Propaganda-Film Die große Liebe mitgewirkt hatte, nach Ende des Zweiten Weltkrieges stets als unpolitische Künstlerin. Lange Zeit gab es Gerüchte, dass sie eine Spionin gewesen sei. Laut Dokumenten des schwedischen Geheimdienstes könnte sie eine sowjetische Spionin gewesen sein. Nach ihrem letzten Drehtag am 10. November 1942 verließ sie Deutschland und kehrte auf ihr Gutshaus Lönö nach Schweden zurück. Auch in Schweden hatten ihre deutschen Filme eine gewisse Popularität.

### Nachkriegszeit und weitere Karriere
Zarah Leanders Karriere nach dem Krieg setzte sich 1947 zuerst in der Schweiz fort. Der Komponist Ralph Benatzky vermittelte ihr Auftritte beim Genfer Rundfunk, dort entstanden auch die ersten Nachkriegs-Schallplattenaufnahmen. Weitere Konzertauftritte in Bern, Basel und Zürich folgten. 1948 traf sie Michael Jary wieder und unternahm mit ihm und seinem Filmorchester 1948 und 1949 eine Deutschland-Tournee, die großen Anklang fand. 1949 trat sie in Malmö auf und damit auch zum ersten Mal wieder in ihrer schwedischen Heimat.
Im Jahr 1950 drehte Zarah Leander nach siebenjähriger Pause erstmals wieder einen Film. Unter der Regie von Géza von Cziffra entstand das Mutter-Tochter-Drama Gabriela mit vielen Anleihen aus ihren früheren Spielfilmen, wodurch es ein typischer Zarah-Leander-Film wurde. An der Kinokasse war der Film ein Erfolg, auch wenn er Leander nicht gefiel. 1951 begab sie sich erneut auf eine internationale Tournee. Auch die anschließenden Kinofilme, Cuba Cabana (1952) mit O. W. Fischer als Liebhaber an ihrer Seite und Ave Maria (1953), waren finanziell einträglich, aber von der Qualität ihrer früheren Filme entfernt.
Nach den eher enttäuschenden Ergebnissen ihrer Filmarbeit widmete sich Leander fortan hauptsächlich musikalischen Darbietungen. Peter Kreuder komponierte für sie die Musicals Madame Scandaleuse und Lady aus Paris mit Texten von Ernst Nebhut und Karl Farkas. In Schweden und Deutschland entstanden in den frühen 1960er Jahren Fernsehshows mit ihren Evergreens. Außerdem folgte ein Auftritt in dem Musical Das Blaue vom Himmel von Friedrich Hollaender.

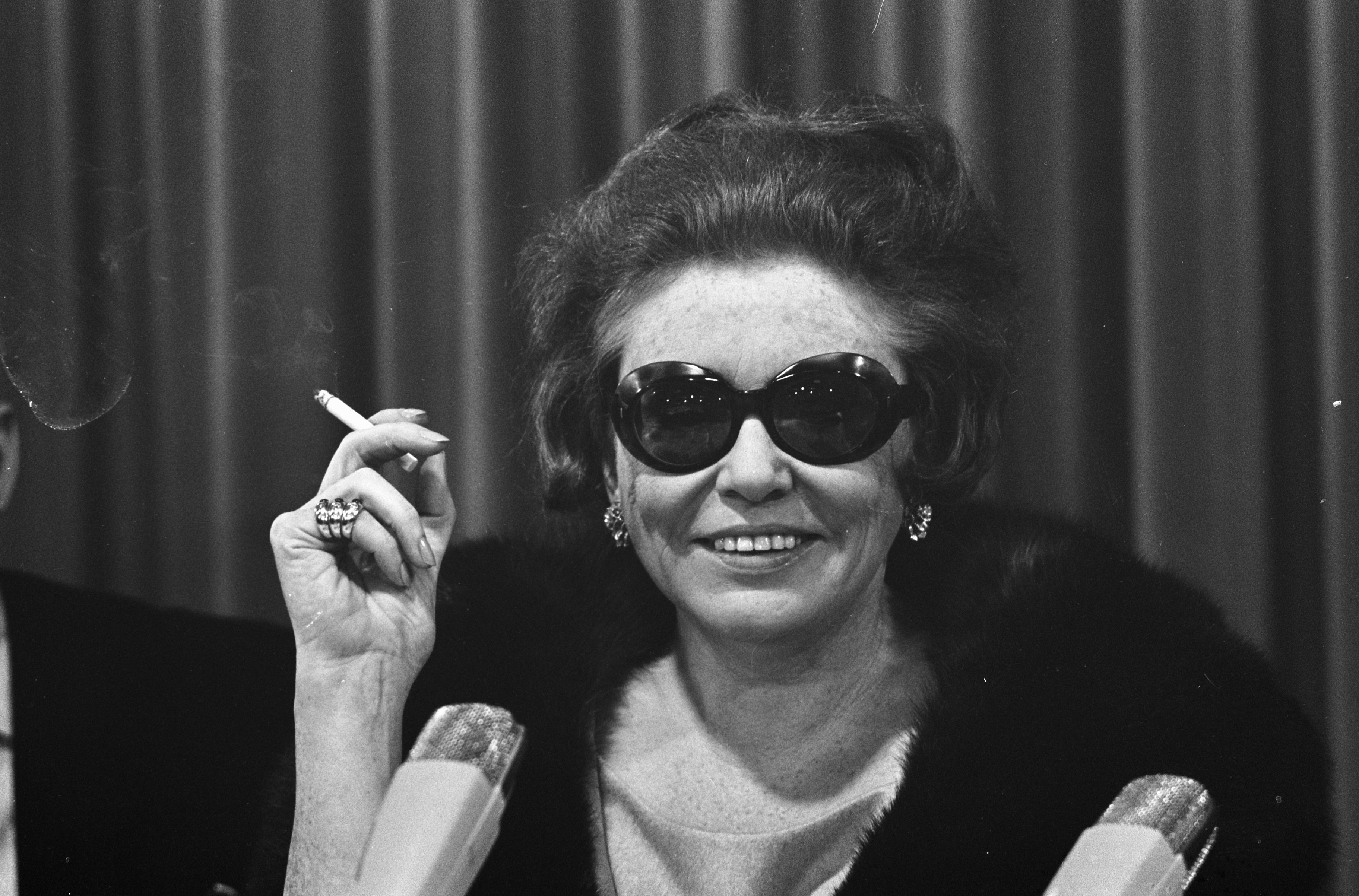
Ron Kroon: Zarah Leander, 1967

Am 5. September 1958 kehrte Leander am Wiener Raimundtheater auf die Bühne zurück: In Madame Scandaleuse, einem Musical von Ernst Nebhut und Peter Kreuder, spielte sie die Hauptrolle und gastierte damit 1959 auch in München, Berlin und Hamburg. Zwei Jahre später gab es die nächste Premiere am Raimundtheater, als sie unter der Regie von Karl Farkas in der Operette Eine Frau, die weiß, was sie will von Oscar Straus die Hauptrolle gab (Regie: Alfred Walter). Ein Gastspiel führte Leander mit dieser Aufführung 1961 ans Stora Teatern nach Göteborg. Erneut unter der Regie von Karl Farkas sowie am Raimundtheater spielte Leander 1964 in der Uraufführung des Musicals Lady aus Paris von Farkas und Kreuder. Partner Leanders waren unter anderen Paul Hörbiger und Friedl Czepa. Diese Inszenierung gastierte 1965 im Berliner Theater des Westens. 1968 nahm Zarah Leander noch einmal eine Single auf, Abenteuer sind am Abend teuer / Wo deine Wiege stand. Mit ihrer tiefen ausdrucksstarken Stimme konnte sie ihr musikalisches Können noch einmal beweisen. Einen Hit in den Charts landete sie damit nicht, aber es kam zur Neuvorstellung in einigen Schlagerparaden.
Die letzte Hauptrolle spielte Leander in dem Musical Wodka für die Königin von Peter Thomas, Ika Schafheitlin und Helmuth Gauer (Regie: Werner Saladin). Die Uraufführung fand am 14. November 1968 am Operettenhaus Hamburg statt; die Produktion gastierte von September bis November 1969 am Wiener Raimundtheater.
1973 war sie Stargast in der Evergreen-Gala: "Der Wind
hat mir ein Lied erzählt" mit Peter Frankenfeld und ihren alten Filmkomponisten Michael Jary, Peter Kreuder und Peter Igelhoff unter der musikalischen Leitung von Gert Wilden.
Leanders letzte Theaterpremiere führte die Künstlerin 1975 wieder an jenes Theater zurück, an dem sie beinahe vierzig Jahre zuvor ihren Durchbruch erlebt hatte: Im Musical Das Lächeln einer Sommernacht von Stephen Sondheim und Hugh Wheeler (nach dem Film von Ingmar Bergman) gab sie am Theater an der Wien unter der Regie von George Martin die Madame Armfeldt. Partner Leanders waren hier unter anderen Susanne von Almassy und Dagmar Koller. Ab September 1978 folgte ein Gastspiel am Folkteatern in Stockholm. Während einer Aufführung im Frühjahr 1979 kollabierte Leander und erlitt in Stockholm einen Schlaganfall, dem weitere folgten.

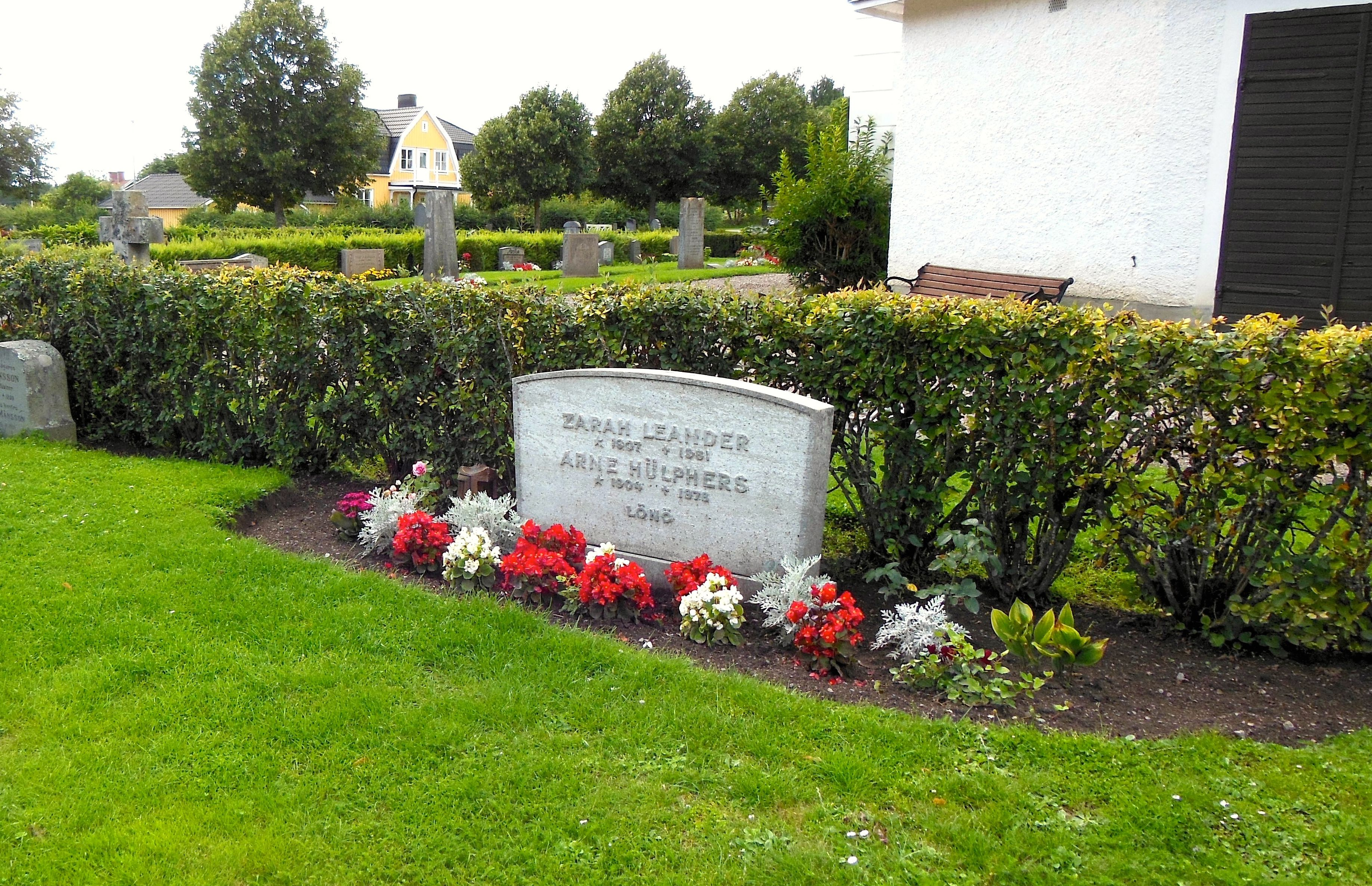
Zarah Leanders Grab in Häradshammar

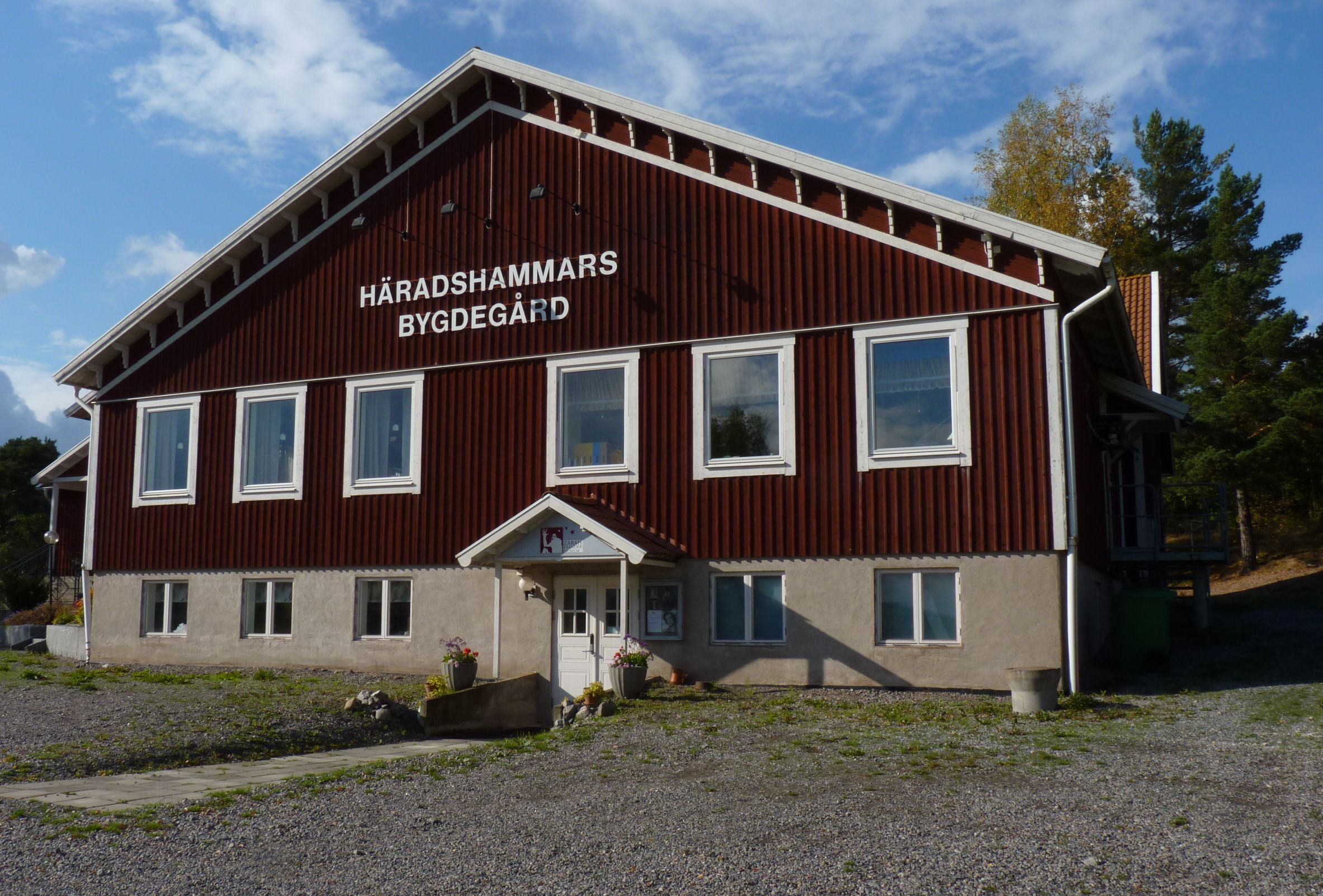
Zarah-Leander-Museum in Schweden seit 2007

Im Juni 1979 gab Zarah Leander ihren Abschied von der Bühne bekannt. Sie zog sich auf ihr Landgut in Lönö zurück. Nach mehreren Krankenhausaufenthalten starb sie 1981 an einer Hirnblutung und wurde neben ihrem dritten Ehemann Arne Hülphers auf dem Kirchfriedhof in Häradshammar (Gemeinde Norrköping, Östergötland) beigesetzt.

## Zarah-Leander-Museum
Leanders langjährige deutsche Haushälterin und Sekretärin Brigitte Pettersson (geb. Anhöck) aus Erfurt gründete gemeinsam mit der Zarah-Leander-Gesellschaft im Jahr 2007 ein Zarah-Leander-Museum in Häradshammar.

## Filmografie
- 1930: Dantes Mysterier
- 1931: Der falsche Millionär (Falska miljonären)
- 1935: Skandal (Äktenskapsleken)
- 1937: Premiere (ihr erster deutschsprachiger Film)
- 1937: Zu neuen Ufern
- 1937: La Habanera
- 1938: Heimat
- 1938: Der Blaufuchs
- 1939: Es war eine rauschende Ballnacht
- 1939: Das Lied der Wüste
- 1940: Das Herz der Königin
- 1941: Der Weg ins Freie
- 1942: Die große Liebe
- 1943: Damals
- 1950: Gabriela
- 1952: Cuba Cabana
- 1953: Ave Maria
- 1954: Bei Dir war es immer so schön
- 1959: Der blaue Nachtfalter
- 1964: Das Blaue vom Himmel (Fernsehfilm)
- 1966: Das gewisse Etwas der Frauen

## Diskografie
- Kinostar – Chanson (Kinostar, die Sehnsucht tausender Mädchen) (Ralph Benatzky / Hans Weigel) aus dem musikalischen Lustspiel Axel an der Himmelstür, 1936, Zarah Leander mit dem Ufa-Tonfilm-Orchester, Leitung: Lothar Brühne, O 4756 b
- Schlafe, mein Geliebter! (Theo Mackeben / H. F. Beckmann), 1936, Zarah Leander mit Orchester und Orgel, Odeon O-4624 b
- Du darfst mir nie mehr rote Rosen schenken! (Michael Jary / Bruno Balz), 1936, Zarah Leander mit Orchester, Leitung Michael Jary, Odeon Nr. O-4630 a
- Merci, mon ami, es war wunderschön …! (Lied und Slowfox), (Musik: Peter von Fényes, Text: Hanns Schachner), 1937 aus ihrem ersten deutschsprachigen Kinofilm Premiere.
- Ich steh’ im Regen aus dem Tonfilm Zu neuen Ufern (Ralph Benatzky), 1937, Zarah Leander mit Ufa-Tonfilm-Orchester, Leitung: Lothar Brühne, Odeon Nr. O 4756 a
- Tiefe Sehnsucht aus dem Tonfilm Zu neuen Ufern (Ralph Benatzky), 1937, Zarah Leander mit Ufa-Tonfilm-Orchester, Leitung: Lothar Brühne, Odeon Nr. O-4755a
- Yes, Sir! aus dem Tonfilm Zu neuen Ufern (Ralph Benatzky), 1937, Zarah Leander mit Ufa-Tonfilm-Orchester, Leitung: Lothar Brühne, Odeon Nr. O-4755b
- Ich bin eine Stimme … (Peter Igelhoff), 1938, Zarah Leander mit Odeon-Künstler-Orchester, O-4794 b
- Der Wind hat mir ein Lied erzählt aus dem Tonfilm La Habanera (Lothar Brühne / Bruno Balz), 1937, Zarah Leander mit Ufa-Tonfilm-Orchester, Leitung: Lothar Brühne, Odeon Nr. O-4764a
- Du kannst es nicht wissen … aus dem Tonfilm La Habanera (Lothar Brühne / Detlef Sierck), 1937, Zarah Leander mit Ufa-Tonfilm-Orchester, Leitung: Lothar Brühne, Odeon Nr. O-4764b
- Du bist heut’ so anders (Peter Fenyes / Charles Amberg), 1938, Zarah Leander mit dem Eugen Wolff Orchester, Odeon 4783b
- Eine Frau wird erst schön durch die Liebe aus dem Film Heimat (Theo Mackeben / Michael Gesell), 1938, Zarah Leander mit UFA-Tonfilm-Orchester, Dirigent: Theo Mackeben, Odeon Nr. O-4782a
- Drei Sterne sah ich scheinen aus dem Film Heimat (Theo Mackeben / Hans Brennert), 1938, Zahrah Leander mit dem Ufa-Tonfilm-Orchester, Dirigent: Theo Mackeben, Odeon Nr. O-4782b
- Du bist genau wie die andern (Hans Raszat / Hans Fritz Beckmann), 1938, Zarah Leander mit Odeon-Künstler-Orchester, Dirigent: Werner Schmidt-Boelcke, Odeon
- Kann denn Liebe Sünde sein aus dem Film Der Blaufuchs, 1938, Zarah Leander mit Odeon-Künstler-Orchester, Dirigent: Lothar Brühne, Odeon
- Von der Puszta will ich träumen aus dem Tonfilm Der Blaufuchs (Lothar Brühne / Bruno Balz), 1938, Zarah Leander mit dem Ufa-Tonfilm-Orchester unter Leitung von Lothar Brühne, Odeon Nr. O-4612a
- Nur nicht aus Liebe weinen aus dem Tonfilm Es war eine rauschende Ballnacht, (Theo Mackeben / Hans Fritz Beckmann), 1939, Zarah Leander mit Balalaika-Orchester Boris Romanoff, Dirigent: Theo Mackeben, Odeon
- Er heißt Waldemar! (Michael Jary / Bruno Balz), 1940, Zarah Leander mit Orchester, Leitung: Michael Jary, Odeon Nr. O-4633a
- Wen ich liebe… (Michael Jary / Bruno Balz), 1940, Zarah Leander mit Orchester, Leitung: Michael Jary, Odeon Nr. O-4633b
- Die lustige Witwe – Potpourri – (Musik: Franz Lehár, Text: Victor Léon / Leo Stein), 1940, Dirigent: Otto Dobrindt, Chorleitung: Waldemar Favre, Gesang: Zarah Leander und Sven Olof Sandberg, Odeon
- Ich weiß, es wird einmal ein Wunder gescheh’n aus dem Film Die große Liebe (Michael Jary / Bruno Balz), 1942, Zarah Leander mit Ufa-Tonfilm-Orchester, Dirigent: Michael Jary, Odeon
- Davon geht die Welt nicht unter aus dem Film Die große Liebe (Michael Jary / Bruno Balz), 1942, Zarah Leander mit UFA-Tonfilm-Orchester, Dirigent: Michael Jary, Odeon
- Einen wie Dich könnt’ ich lieben und Jede Nacht ein neues Glück aus dem Film Damals, 1943, Zarah Leander mit Orchester, aufgenommen in Schweden, Musik: Lothar Brühne, Text: Bruno Balz, Dirigent: Einar Groth, Odeon 4645a+b
- Wunderbar, 1951 (Cole Porter)
- Und wenn’s auch Sünde war aus dem Film Cuba Cabana 1952 (Heino Gaze / Bruno Balz)
- Ave Maria (Bach/Gounod) aus dem gleichnamigen Tonfilm (Regie: Alfred Braun), 1953, Zarah Leander (Kontra-Alt), Gloria
- Wo deine Wiege stand/Abenteuer sind am Abend teuer, Single von 1969, Trans-World-Records

## Operetten und Musicals
- 1931: Franz Lehár: Die lustige Witwe
- 1936: Ralph Benatzky: Axel an der Himmelstür (Rolle der Gloria Mills) (Ausschnitt: Gebundene Hände, Benatzky, 1936)
- 1958: Ernst Nebhut und Peter Kreuder: Madame Scandaleuse (Rolle der Helene)
- 1960: Oscar Straus: Eine Frau, die weiß, was sie will (Rolle der Manon Cavallini)
- 1964: Karl Farkas und Peter Kreuder: Lady aus Paris (Rolle der Mrs. Erlynne)
- 1968: Peter Thomas, Ika Schafheitlin und Helmuth Gauer: Wodka für die Königin (Rolle der Königin Aureliana)
- 1975: Stephen Sondheim und Hugh Wheeler: Das Lächeln einer Sommernacht (Rolle der Madame Armfeldt)

## Autobiografien
- Zarah Leander: Es war so wunderbar! Mein Leben. Verlag Hoffmann u. Campe, Hamburg 1973, ISBN 3-455-04090-X.
- Zarah Leander (bearbeitet von Roland Gööck): So bin ich und so bleibe ich. Bertelsmann Lesering, Gütersloh 1958.

## Biografische Theaterstücke
- Die Nazisirene von Andreas Marber, 1990, Rechte beim Autor
- Zarah 47 von Peter Lund, 1992, LITAG Verlag, München
- Dietrich und Leander von Beatrice Ferolli, 2009, Thomas Sessler Verlag, Wien
- Ich Zarah oder das wilde Fleisch der letzten Diva, von Franzobel, 2014, Thomas Sessler Verlag, Wien

## Dokumentarfilme
- Die Akte Zarah Leander von Simone Dobmeier und Torsten Striegnitz, Arte, 23. Oktober 2013
- Duelle: Marlene Dietrich gegen Zarah Leander von Michael Wech, ARD, März 2013
- Legenden: Zarah Leander von Anette Plomin, ARD, Oktober 2001
- Hitlers Frauen: Zarah Leander von Guido Knopp, ZDF, März 2001
- Zarah Leander: Ich sag nicht ja, ich sag nicht nein von Gero von Boehm, Arte, Dezember 2000
- Im Schatten der Träume von Martin Witz, Kinofilm über Zarah Leanders Songschreiber Michael Jary und Bruno Balz, Schweiz 2025